# Snæbum Sogn
Snæbum Sogn er et sogn i Hobro-Mariager Provsti (Århus Stift).
I 1800-tallet var Snæbum Sogn anneks til Hvornum Sogn. Begge sogne hørte til Onsild Herred i Randers Amt. Hvornum-Snæbum sognekommune blev ved kommunalreformen i 1970 indlemmet i Hobro Kommune, som ved strukturreformen i 2007 indgik i Mariagerfjord Kommune. I den forbindelse blev bebyggelsen Hannerup overført fra Stenild Sogn til Snæbum Sogn.
I Snæbum Sogn ligger Snæbum Kirke.
I sognet findes følgende autoriserede stednavne:
- Hannerup (bebyggelse, ejerlav)
- Ravnhøje (areal)
- Snæbum (bebyggelse, ejerlav)